# Черногрудая красношейка
Черногрудая красношейка (лат. Calliope pectoralis) — вид птиц семейства мухоловковых. Выделяют три подвида. Распространены в Азии.

## Описание
Черногрудая красношейка достигает длины 14–16 см и массы 20–26 г. У взрослых самцов номинативного подвида верхняя часть головы и тела сланцево-коричневого цвета. Лоб и бровь белые. Лицо, бока горла и грудь чёрные, а подбородок и центр горла тёмно-красного цвета. Остальная  нижняя часть тела беловатая, с бледно-серым оттенком на боках; хвост чёрный, внешние рулевые перья с белыми основаниями и кончиками. Крылья коричневатые. Клюв черноватый, ноги серовато-телесные. Окраска оперения взрослых самок темнее и серее, горло белое, тёмный хвост с белым кончиком. Самцы подвида C. p. ballioni более бледные сверху, верхняя часть тела у самок с оливковым оттенком. Самцы подвида C. p. confusa темнее сверху, с большим количеством белого цвета на лбу, у самок кроющие перья уха и грудь тёмно-серые.

## Вокализация
Черногрудая красношейка поёт с открытой присады. Песня представляет собой громкую, пронзительную серию изменчивых волнообразных трелей, состоящих из быстрых звенящих щебечущих нот, длится 3–4 секунды, иногда намного дольше. Позывки включают в себя короткий тонкий невнятный свист «fyeww», самка издаёт двойную ноту, «skut-fweeep»; в состоянии возбуждения или тревоги резкое «ke», тявканье «skyap», сухое резкое «shzuk» и повторяющееся «it, it».

## Распространение и места обитания
Черногрудая красношейка распространена в Центральной Азии и на Индийском субконтиненте (Афганистан, Бангладеш, Бутан, Индия, Казахстан, Мьянма, Непал, Пакистан, Россия, Таджикистан, Таиланд, Туркменистан и Узбекистан). Представители номинативного подвида и подвида C. p. confusa совершают высотные и широтные перемещения, зимуя южнее и на более низкой высоте в прилегающих предгорьях и тераях Гималаев.
Выделяют три подвида:

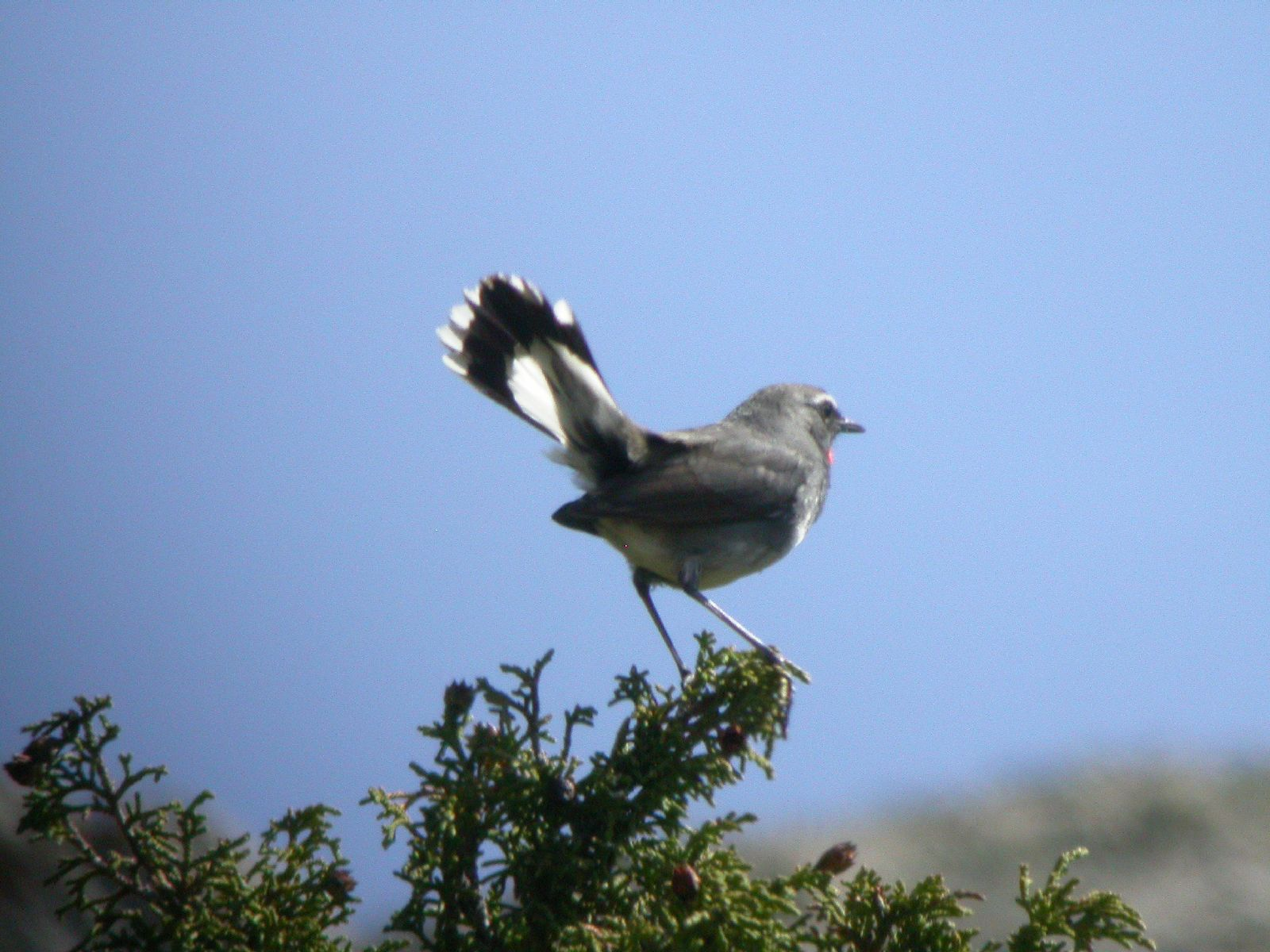
Самец подвида C. p. ballioni в Казахстане

- Calliope pectoralis ballioni  (Severtsov, 1873) — Тянь-Шань от Центральной Азии до северо-востока Афганистана
- Calliope pectoralis pectoralis  Gould, 1837 — Гималаи от севера Пакистана до центра  Непала
- Calliope pectoralis confusa  (Hartert, 1910) – от востока Непала до Сиккима

Гнездится в полуоткрытых ландшафтах выше линии лесов, таких как заросли высокой травы на лугах, участки карликового рододендрона, низкие кусты Rosa sericea, ивы, дрока, можжевельника и полыни, обычно с множеством разбросанных валунов или прилегающими голыми осыпями и часто около воды в альпийской зоне; в основном на высоте 2600—4000 м. Зимует в низинах в густых кустарниках, чайных плантациях, зарослях и травяных джунглях около ручьев.

## Биология
Черногрудая красношейка добывает пищу в основном на земле. В состав рациона входят насекомые (летом преимущественно гусеницы), пауки, моллюски и мелкие рептилии. Птенцов кормят в основном мягкой пищей (ящерицы, личинки и т. п.).
Сезон размножения приходится на май—июнь на Тянь-Шане и Памиро-Алае и май—август в других регионах. Гнездо представляет собой куполообразную конструкцию с большим открытым боковым входом, сооружённую из сухой травы и выстланную более мелкой травой. Гнездо размещается под кустами или среди камней или корней, или низко в растительности. В кладке 3—5 яиц, яйца сине-зелёного цвета со слабым кольцом красноватых пятнышек. Инкубационный период продолжается 13—14 дней; птенцы оперяются через 15 дней. Отмечен гнездовой паразитизм со стороны обыкновенной кукушки (Cuculus canorus).